# Nit de Walpurgis
La Nit de Walpurgis o Nit de santa Valpurga (o valborgsmässoafton en suec, vappu en finès Walpurgisnacht en alemany) és una festa celebrada a la nit del 30 d'abril a l'1 de maig en grans regions de l'Europa Central i del Nord. També es coneix com la nit de bruixes.
Commemora la canonització de Valpurga de Heidenheim i el moviment de les seves relíquies a la vila alemanya d'Eichstätt, molt popular als països germànics. Walburga era vista com una protectora contra «les plagues, la ràbia i la tos ferina, així com contra la bruixeria».
La tradició, possiblement vikinga i difosa pels celtes, assenyala la data com a transició de l'hivern a la primavera. En molts llocs s'encenen fogueres per tal de renovar els pobles i llurs habitants.

## En les arts
- Rapsodia per a una nit de Walpurgis, Nuredduna (1981) novel·la d'Antoni Serra (1936-2023)[4]
- Die erste Walpurgisnacht, balada de Johann Wolfgang von Goethe de 1799 i musicat per Felix Mendelssohn Barholdy el 1833.[5]
- «Walpurgisnacht», capítol de la novel·la La muntanya màgica de Thomas Mann.[6]